# Monte Bar
Der Monte Bar ist ein Berg (1816 m ü. M.) im Schweizer Kanton Tessin in den Luganer Voralpen zwischen dem Val Colla (im Südosten) und dem Val d'Isone (im Nordwesten).
Der Berg hat eine charakteristische abgerundete Form und wird im Südwesten vom Zwillingsgipfel Caval Drossa flankiert. Er kann ganzjährig bestiegen werden, im Winter bei reichlich Schnee auch mit Schneeschuhen oder Tourenskis.
Der Gipfel kann über mehrere Wege ohne besondere Schwierigkeiten erreicht werden. Die direkteste, zweistündige Route beginnt in Corticiasca. Eine alternative Route beginnt bei der Pfarrkirche Colla.
Trotz der relativ bescheidenen Höhe reicht die Aussicht sehr weit. An klaren Tagen sind praktisch alle Gebirgsgruppen der Alpen, die lombardische Ebene und der ligurische Apennin sichtbar.
Unterhalb des Gipfels befindet sich die Capanna Monte Bar auf 1600 m Höhe.

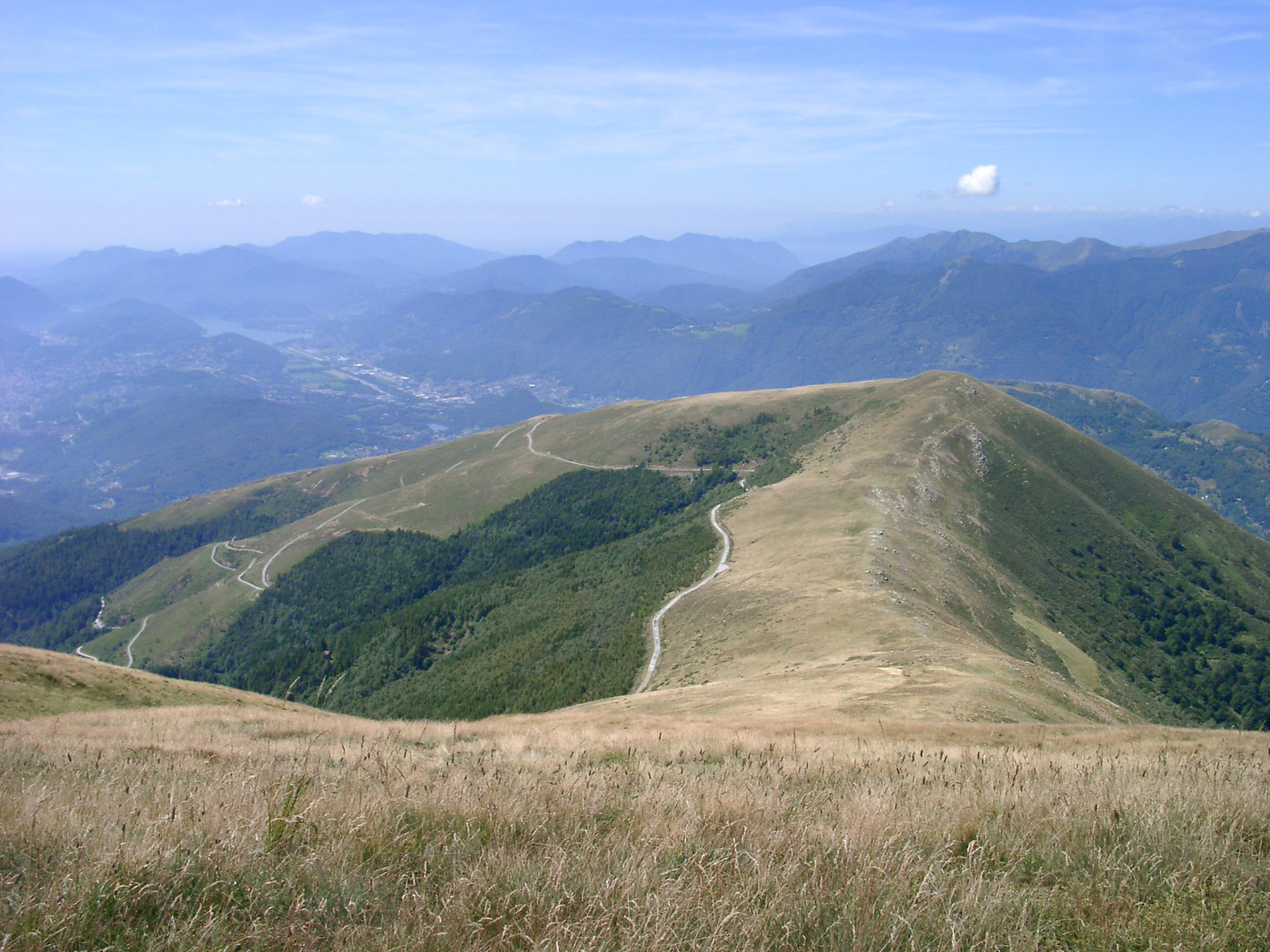
Blick vom Gipfel des Monte Bar zum Caval Drossa
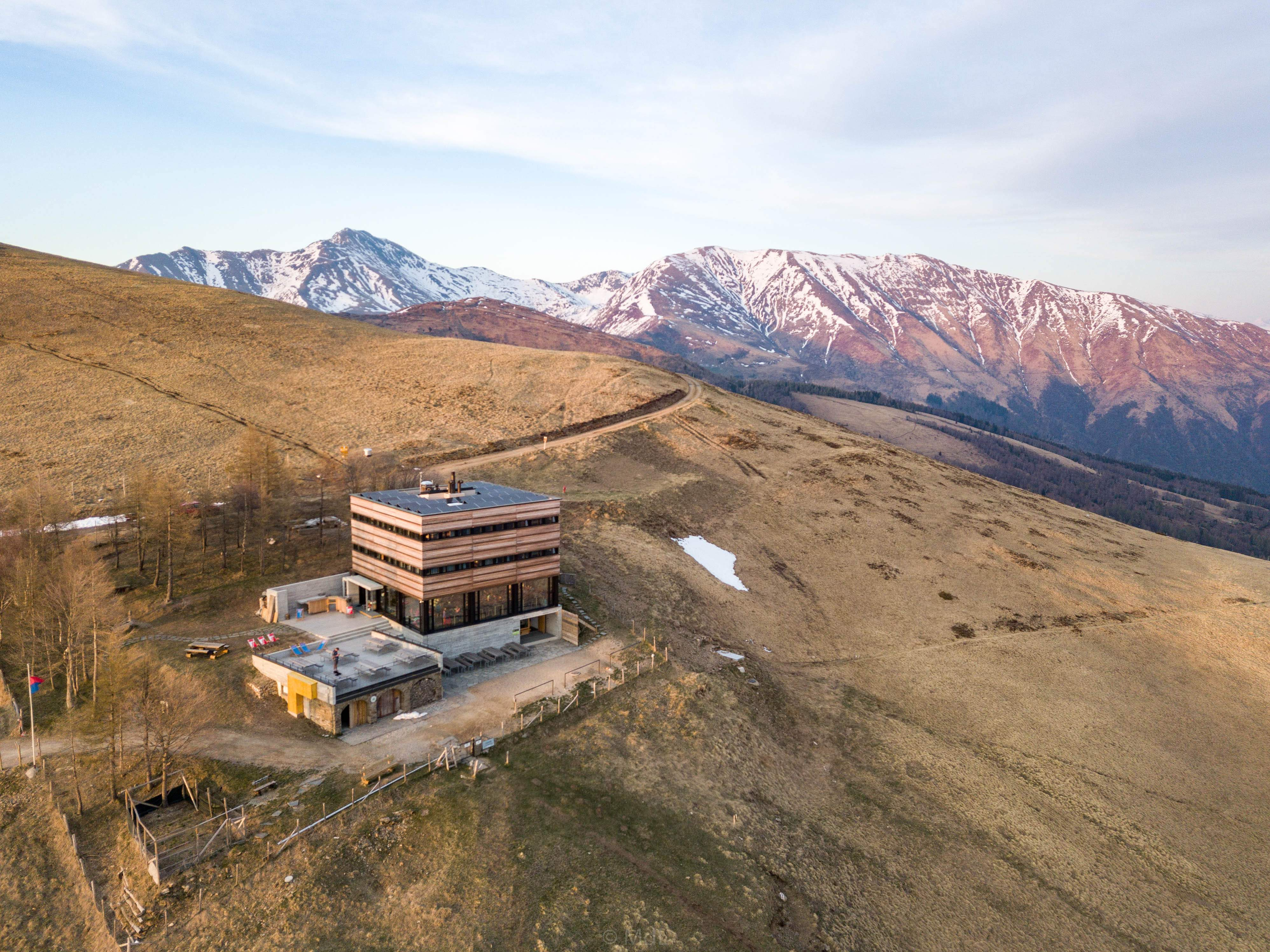
Die Capanna Monte Bar